# Albert Vögler

Albert Vögler (1933)

Albert Vögler (* 8. Februar 1877 in Borbeck; † 14. April 1945 in Herdecke, Ortsteil Ende) war ein deutscher Politiker, Unternehmer und Generaldirektor des damals zweitgrößten Stahlkonzerns der Welt Vereinigte Stahlwerke.

## Leben
Vöglers Karriere begann bei der Dortmunder Union. Nach der Übernahme der Union durch die Deutsch-Luxemburgische Bergwerks- und Hütten-AG 1910 wurde er stellvertretendes Vorstandsmitglied, 1912 ordentlicher Vorstand und 1917 Vorstandsvorsitzender von Deutsch-Luxemburg. Im Ersten Weltkrieg war er Anhänger einer aggressiven Annexionspolitik. Auf einer Konferenz von Industriellen mit dem Reichskanzler Georg Michaelis am 29. August 1917 äußerte er:

„Unser (Erz-)Bedarf aus Deutschland gedeckt für höchstens 60 Jahre; mit Briey um 40 Jahre länger. Frankreich hat für 600 Jahre Erz. Für den Erwerb von Briey würden wir 10 Jahre länger Krieg führen.“

Auf einer Tagung des Reichsverbandes der Deutschen Industrie im März 1924, gab Vögler sich als Anhänger der Volk-ohne-Raum-These zu erkennen und deutete nach dem Historiker Karsten Heinz Schönbach schon an, das der nötige Raum für Deutschland im Osten liege.

„Die natürliche Grundlage jeder Wirtschaft ist der Boden mit seinen organischen und anorganischen Erträgnissen. Die Erde hat eine unangenehme Eigenschaft, sie wird nicht größer. Insbesondere wir Deutschen sind auf einen viel zu kleinen Raum zusammengedrängt.
Unter den großen Völkern der Erde hat das unsrige den wenigsten Platz. […] Die Länder östlich und südöstlich von uns umfassen weite Räume; dort ist der Staat Herrscher über eine große Natur.“

1919 wurde er Mitglied der Wirtschaftsvereinigung zur Förderung der geistigen Wiederaufbaukräfte, die das Kapital für das nationalistische Presseimperium von Alfred Hugenberg bereitstellte. 1925 wurde er Direktor des Rheinisch-Westfälischen Kohlensyndikats.

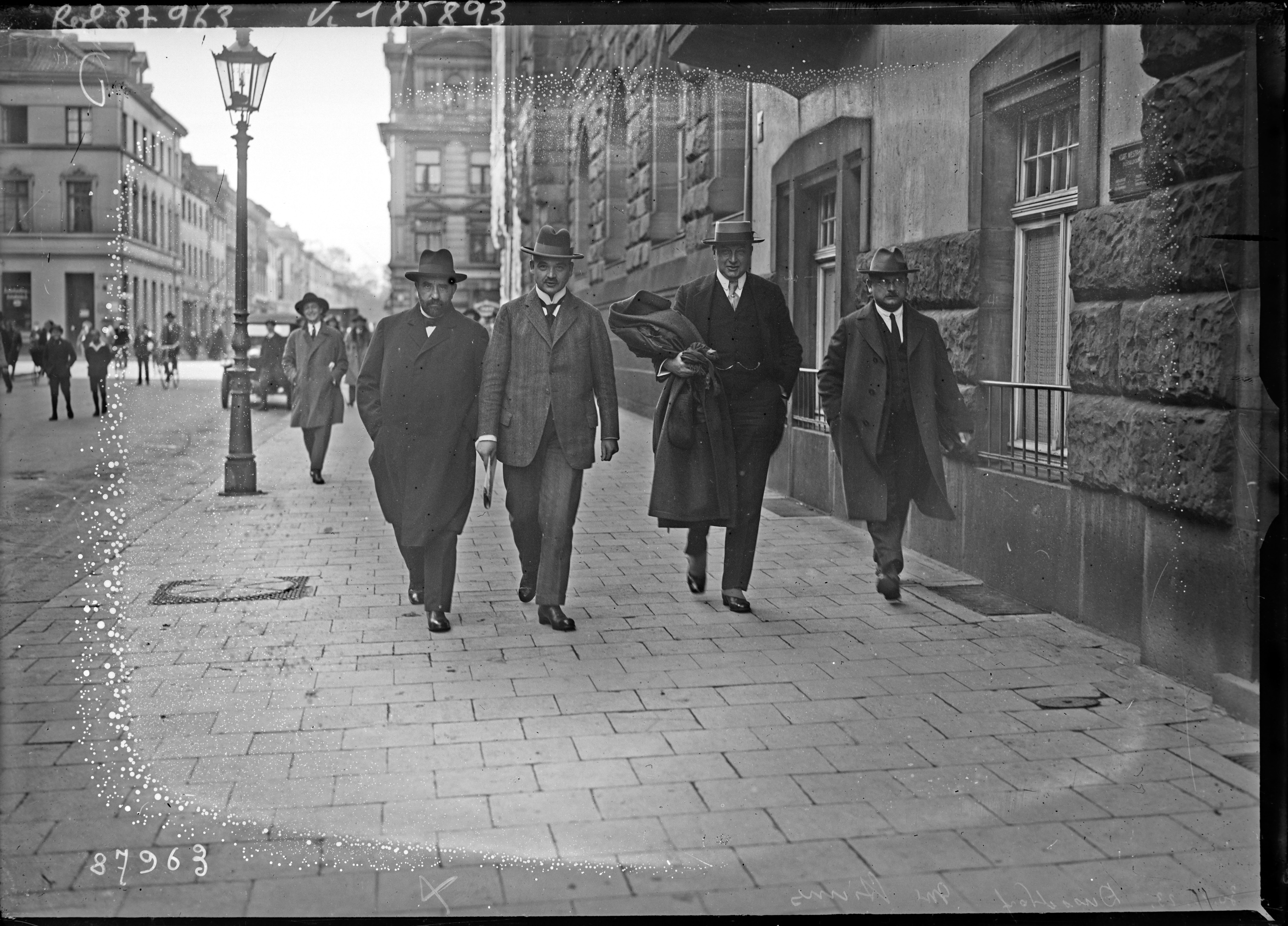
Vögler (Zweiter von links), flankiert von Hugo Stinnes (links) und Paul Reusch (rechts), in Düsseldorf, 1923

Seit 1922 war er Vorstandsmitglied der Gäa, die rechte Massenpropaganda verbreitete und zur wichtigsten Propagandaschaltstelle der Rechten in Süddeutschland wurde. Im Jahr 1926 wurde Vögler zum Mitglied der Leopoldina gewählt.
Nach dem Tod seines Förderers Hugo Stinnes 1924 setzte er sich für die Bildung des größten europäischen Stahlkonzerns ein, der 1926 gegründeten Vereinigte Stahlwerke AG, deren erster Vorstandsvorsitzender er wurde. Diese Position hatte er bis 1935 inne. Anschließend wechselte er in den Aufsichtsrat des Unternehmens, dem er bis zu seinem Tod angehörte. Zusammen mit Alfred Pott war er 1926 maßgeblich an der Gründung der Gesellschaft für Kohleverwertung beteiligt, aus der sich die Ruhrgas AG entwickelte.
Weitere Aufsichtsratsmandate hatte Vögler unter anderem bei der RWE, der Gelsenkirchener Bergwerks-AG sowie der Saar- und Mosel-Bergwerks-Gesellschaft. Außerdem war er Präsidialmitglied des Reichsverbandes der Deutschen Industrie, Vorsitzender des Vereins deutscher Eisenhüttenleute, dem heutigen Stahlinstitut VDEh, sowie Mitglied des Hauptvorstandes des Vereins deutscher Eisen- und Stahlindustrieller (VDESI).
1919 war Vögler Mitbegründer der Deutschen Volkspartei, zu deren rechtem Flügel er zählte. Er gehörte der Weimarer Nationalversammlung an, war von 1920 bis 1924 Mitglied des Reichstags und kritisierte scharf die Erfüllungspolitik von Kanzler Joseph Wirth. Vögler riet daher zu einer Zusammenarbeit seiner Partei mit der republikfeindlichen DNVP. Gleichwohl musste er nach dem Zusammenbruch des deutschen Widerstands gegen die Ruhrbesetzung 1923 in den MICUM-Abkommen die Kontrolle des Ruhrgebiets durch Frankreich und Belgien mit unterschreiben. Als deutscher Sachverständiger beim Entwurf des Young-Plans 1929 wollte er eine solche Unterschrift nicht ein zweites Mal leisten und trat daher noch vor Abschluss der Verhandlungen aus Protest zurück. Stattdessen setzte er sich dafür ein, den Young-Plan abzulehnen, woraufhin das Ausland seine kurzfristigen Kredite abziehen und eine Wirtschaftskrise Deutschland außer Stande setzen würde, seinen Reparationsverpflichtungen nachzukommen. In den sich anschließenden Neuverhandlungen wäre dann eine Senkung der Reparationen auf ein bezahlbares Maß zu erreichen.
Er finanzierte die DINTA, die die NS-Betriebsgemeinschaft gewissermaßen vorweg nahm. Auf der Jahrestagung der DINTA 1931, hoffte er auf eine neue „nationale und soziale“ Orientierung, die aber erst ein „altgermanischer Führer“ schaffen könne. Vögler zeigte großes Interesse für den italienischen Faschismus, nach seiner Ansicht war in „politisch schwachen Gebilden“ kein Platz für eine „starke Wirtschaft“.

## Vögler und die NSDAP
In einer Rede auf einer Tagung des Reichsverbandes der Deutschen Industrie im März 1924, führte Vögler aus:

„In den kommenden schweren Zeiten müssen unsere Arbeiter und Angestellten fest zu ihren Betrieben halten. Sie müssen und werden zu der Überzeugung kommen, dass in der Privatwirtschaft auch für sie die ertragreichste Wirtschaftsform gebildet ist. Es muß unsere Aufgabe sein, die Arbeiterschaft wieder mit nationalen Geiste zu erfüllen. Die Auseinandersetzungen über Lohn- und Tariffragen werden bleiben. Aber sind sie beendet, dann wollen wir uns finden im gemeinsamen nationalen Denken.“

Deshalb musste ihm eine Partei wie die NSDAP, die sich der Nationalisierung der deutschen Arbeiterschaft verschrieben hatte, gefallen. Daher finanzierte Vögler schon früh die NSDAP, so schrieben Vögler und Fritz Springorum 1923 an den bayrischen Ministerpräsidenten Gustav Ritter von Kahr, wie Kahr in seinen Erinnerungen schreibt:

„sie ‚stünden‘ Hitler, der mit seiner Bewegung eine Bresche in die sozialdemokratische Arbeiterschaft geschlagen habe, sympathisch gegenüber, hätten ihn auch wiederholt geldlich unterstützt, aber er dürfe keine Dummheiten machen.“

Als Mitglied der Ruhrlade beteiligte sich Vögler an der Finanzierung der bürgerlichen Parteien der Weimarer Republik. Spenden an die NSDAP lassen sich erst ab 1931 nachweisen, so schrieb im Dezember 1931 der Oberpräsident von Sachsen an den preußischen Innenminister Carl Severing, dass Vögler, nach einer Information aus industriellen Kreisen „der NSDAP im letzten Frühjahr erhebliche Beiträge zugewandt“ habe. Am 11. September 1931 traf er sich mit Hitler persönlich. 1932 wurde er Mitglied im Keppler-Kreis. Bei Hitlers Rede vor dem Industrie-Club Düsseldorf, in der dieser am 26. Januar 1932 sein „Wirtschaftsprogramm“ vorstellte, waren Vögler und sein Stellvertreter Ernst Poensgen im Unterschied zu vielen anderen Großindustriellen anwesend. Nach einem Bericht des Dortmunder Generalanzeigers sollen Peter Klöckner und Vögler nach der Rede „aufs Eindringlichste vor den nationalsozialistischen Experimenten“ gewarnt haben. In der Endphase der Weimarer Republik setzte er sich nachdrücklich für eine Kanzlerschaft Hitlers ein. Doch im November 1932 unterzeichnete er den Aufruf eines DNVP-nahen „Deutschen Ausschusses“, der sich unter der Überschrift „Mit Hindenburg für Volk und Reich!“ für die Regierung Papen, für die DNVP und damit klar gegen die NSDAP aussprach. Nach dem Treffen Papens mit Hitler am 4. Januar 1933 im Haus des Kölner Bankiers Kurt von Schröder, bei dem eine Koalition mit der NSDAP besprochen wurde, traf Vögler mit weiteren Industriellen Franz von Papen bei Fritz Springorum am 7. Januar 1933 in Dortmund. Vermutlich wurde dort die neue Machtperspektive erörtert.
Nach der „Machtergreifung“ nahm Vögler an dem geheimen Treffen Hitlers mit Industriellen am 20. Februar 1933 teil, bei dem eine Wahlkampfhilfe von 3 Millionen Reichsmark für die NSDAP und ihren Koalitionspartner, die Kampffront Schwarz-Weiß-Rot, beschlossen wurde. Von November 1933 bis Kriegsende 1945 gehörte Vögler als Gast der NSDAP-Fraktion dem nationalsozialistischen Reichstag an.
Eine von Martin Fiedler erstellte Rangliste der am besten vernetzten Unternehmer und Manager des Jahres 1938 führt mit großem Abstand Vögler an.

## Zweiter Weltkrieg
Während des Zweiten Weltkriegs arbeitete Vögler unter Albert Speer im Rüstungsministerium und war als Generalbevollmächtigter des Reichsministers für die Rüstungs- und Kriegsproduktion im Ruhrgebiet zuständig. In dem im August 1943 gegründeten Ruhrstab wurde er der Stellvertreter Speers. Von 1941 bis 1945 war er Präsident der Kaiser-Wilhelm-Gesellschaft; bereits 1936 hatte er die Harnack-Medaille der Kaiser-Wilhelm-Gesellschaft erhalten, die für Verdienste um die Gesellschaft vergeben wird. Von 1925 bis zu seinem Tod war er Mitglied des Senats der Kaiser-Wilhelm-Gesellschaft.
Vögler trieb als Präsident der Kaiser-Wilhelm-Gesellschaft energisch die Arbeit an der deutschen Atombombe voran. Laut Rüdiger Hachtmann war Vögler der „heimliche Atomminister“ des 3. Reiches.
Im Jahr 1942 erhielt er die Goethe-Medaille für Kunst und Wissenschaft.
Gegen Ende des Krieges wurde er Mitglied des oppositionellen „Reusch-Kreises“ (nach Paul Reusch), der enge Kontakte zur Widerstandsbewegung um Carl Goerdeler hatte.
Um der Verhaftung durch die US Army zu entgehen, beging er 1945 in seinem Gut Haus Ende in Herdecke Suizid. Seine letzte Ruhestätte befindet sich auf dem evangelischen Friedhof Kirchende, Kirchender Dorfweg.

## Filme
- Gerolf Karwath: Hitlers Eliten nach 1945. Teil 3: Unternehmer – Profiteure des Unrechts. Regie: Holger Hillesheim. SWR, 2002.